# Списак министара одбране Југославије
На овој страни се налази списак свих министара одбране Југославије од њеног оснивања 1. децембра 1918. под именом Краљевина Срба, Хрвата и Словенаца па све до њеног потпуног престанка постојања у тој величини 1992. и касније до 2006. када је Државна заједница Србија и Црна Гора формално раздвојена на Републику Србију и Републику Црну Гору.
Сам назив титуле такође је варирао, нпр. у СФРЈ био је то „савезни секретар за народну одбрану“. Коришћени су и називи „министар војске“, „министар војске и морнарице“, „министар ваздухопловства и морнарице “, „министар војске, морнарице и ваздухопловства“, „повереник народне одбране“ као и „министар народне одбране“.

## Министар војскеКраљевине Срба, Хрвата и Словенаца(1918)
| Портрет | Име и презиме (Датум рођења и смрти) | Чин     | Почетак мандата      | Крај мандата          | Белешка                                                       |
| ------- | ------------------------------------ | ------- | -------------------- | --------------------- | ------------------------------------------------------------- |
|         | Михаило Рашић (1858–1932)            | Генерал | од 1. децембра 1918. | до 20. децембра 1918. | До 1. децембра 1918. године, министар војске Краљевине Србије |

## Министри војске и морнарицеКраљевине Срба, Хрвата и Словенаца(1918—1929)
| Портрет | Име и презиме (Датум рођења и смрти)                            | Чин                 | Почетак мандата       | Крај мандата          | Белешка |
| ------- | --------------------------------------------------------------- | ------------------- | --------------------- | --------------------- | --- |
|         | Михаило Рашић (1858–1932)                                       | Генерал             | од 20. децембра 1918. | до 30. марта 1919.    | I влада С. Протића |
|         | Стеван Хаџић (1868–1931)                                        | Генерал             | од 30. марта 1919.    | до 19. фебруара 1919. | I влада С. Протића и I и II влада Љ. Давидовића |
|         | Бранко Јовановић (1868–1921)                                    | Генерал             | од 19. фебруара 1919. | до 26. марта 1921.    | II влада С. Протића, I и II влада М. Веснића и XIII и XIV влада Н. Пашића Преминуо на дужности. До 24. маја 1921. место министра војске и морнарице је било упражњено. |
|         | Милорад Драшковић (1873–1921) Демократска странка (Југославија) | Није имао војни чин | од 29. априла 1921.   | до 24. маја 1921.     | Заступник |
|         | Стеван Хаџић (1868–1931)                                        | Генерал             | од 24. маја 1921.     | до 18. јула 1921.     | XIV влада Н. Пашића |
|         | Миливоје Зечевић (1872–1946)                                    | Генерал             | од 18. јула 1921.     | до 3. јануара 1922.   | XIV и XV влада Н. Пашића |
|         | Милош Васић (1859–1935)                                         | Генерал             | од 3. јануара 1922.   | до 4. новембра 1922.  | XV влада Н. Пашића |
|         | Петар Пешић (1871–1944)                                         | Армијски генерал    | од 4. новембра 1922.  | до 27. јула 1924.     | XV, XVI, XVII, XVIII и XIX влада Н. Пашића до 21. октобра 1923, Генерал.                                                                                               |
|         | Стеван Хаџић (1868–1931)                                        | Армијски генерал    | од 27. јула 1924.     | до 6. новембра 1924.  | III влада Љ. Давидовића |
|         | Душан Трифуновић (1880–1942)                                    | Дивизијски генерал  | од 6. новембра 1924.  | до 24. децембра 1926. | XX, XXI и XXII влада Н. Пашића и I и II влада Н. Узуновића |
|         | Стеван Хаџић (1868–1931)                                        | Армијски генерал    | од 24. децембра 1926. | до 3. октобра 1929.   | III и IV влада Н. Узуновића, I и II влада В. Вукићевића, Влада А. Корошеца и I влада П. Живковића                                                                      |

## Министри војске и морнарицеКраљевине Југославије(1929—1941)
| Портрет | Име и презиме (Датум рођења и смрти) | Чин              | Почетак мандата      | Крај мандата         | Белешка                                        |
| ------- | ------------------------------------ | ---------------- | -------------------- | -------------------- | ---------------------------------------------- |
|         | Стеван Хаџић (1868–1931)             | Армијски генерал | од 3. октобра 1929.  | до 6. априла 1931.   | Преминуо на дужности.                          |
|         | Драгомир Стојановић (1878–1943)      | Армијски генерал | од 6. априла 1931.   | до 18. априла 1934.  |                                                |
|         | Милан Ж. Миловановић (1874–1942)     | Армијски генерал | од 18. априла 1934.  | до 22. октобра 1934. |                                                |
|         | Петар Живковић (1879–1947)           | Армијски генерал | од 22. октобра 1934. | до 8. март 1936.     | Југословенска национална странка               |
|         | Љубомир Марић (1878–1960)            | Армијски генерал | од 8. март 1936.     | до 25. августа 1938. |                                                |
|         | Милутин Недић (1882–1945)            | Армијски генерал | од 25. августа 1938. | до 26. августа 1939. |                                                |
|         | Милан Недић (1877–1946)              | Армијски генерал | од 26. августа 1939. | до 7. новембра 1940. | Друга влада Драгише Цветковића                 |
|         | Петар Пешић (1871–1944)              | Армијски генерал | од 7. новембра 1940. | до 27. марта 1941.   | Друга влада Драгише Цветковића                 |
|         | Богољуб Илић (1881–1956)             | Армијски генерал | од 27. марта 1941.   | до 16. априла 1941.  | Влада Душана Симовића Наставио службу у егзилу |

## Министар војске и морнарицеКраљевине Југославијеу егзилу(1941)
| Портрет | Име и презиме (Датум рођења и смрти) | Чин              | Почетак мандата     | Крај мандата         | Белешка |
| ------- | ------------------------------------ | ---------------- | ------------------- | -------------------- | --- |
|         | Богољуб Илић (1881–1956)             | Армијски генерал | од 16. априла 1941. | до 21. августа 1941. | Влада Душана Симовића 21. августа 1941. Министарство раздвојено на министарство војске и министарство ваздухопловства и морнарице |

## Министри војскеКраљевине Југославијеу егзилу(1941—1942)
| Портрет | Име и презиме (Датум рођења и смрти) | Чин              | Почетак мандата      | Крај мандата         | Белешка                                                                                           |
| ------- | ------------------------------------ | ---------------- | -------------------- | -------------------- | ------------------------------------------------------------------------------------------------- |
|         | Богољуб Илић (1881–1956)             | Армијски генерал | од 21. августа 1941. | до 11. јануара 1942. | Влада Душана Симовића Због боравка у Каиру, армијски генерал Душан Симовић именован заступником   |
|         | Драгољуб Михаиловић (1893–1946)      | Бригадни генерал | од 11. јануара 1942. | до 14. јануара 1942. | Прва влада Слободана Јовановића Министарство спојено са министарством ваздухопловства и морнарице |

## Министри ваздухопловства и морнарицеКраљевине Југославијеу егзилу(1941—1942)
| Портрет | Име и презиме (Датум рођења и смрти) | Чин              | Почетак мандата      | Крај мандата         | Белешка                                                                      |
| ------- | ------------------------------------ | ---------------- | -------------------- | -------------------- | ---------------------------------------------------------------------------- |
|         | Душан Симовић (1882–1962)            | Армијски генерал | од 21. августа 1941. | до 11. јануара 1942. | Влада Душана Симовића Заступник министра војске од 21. августа 1941.         |
|         | Драгољуб Михаиловић (1893–1946)      | Бригадни генерал | од 11. јануара 1942. | до 14. јануара 1942. | Прва влада Слободана Јовановића Министарство спојено са министарством војске |

## Министри војске, морнарице и ваздухопловстваКраљевине Југославијеу егзилу(1942—1945)
| Портрет | Име и презиме (Датум рођења и смрти)              | Чин                 | Почетак мандата        | Крај мандата           | Белешке |
| ------- | ------------------------------------------------- | ------------------- | ---------------------- | ---------------------- | --- |
|         | Драгољуб Михаиловић (1893–1946)                   | Армијски генерал    | од 14. јануара 1942.   | до 1. јула 1944.       | Прва влада Слободана Јовановића Друга влада Слободана Јовановића Влада Милоша Трифуновића Влада Божидара Пурића 14. јануара 1942. министарство војске и министарство ваздухопловства и морнарице поново спојено. До 19. јануара 1942, Бригадни генерал. Начелник Штаба Врховне команде од 10. јуна 1942. године. До 17. јуна 1942, Дивизијски генерал. До 1. јула 1944, у његово име именовани заступници који су одсуству изабраног министра спроводили одлуке владе (Слободан Јовановић, Петар Живковић и Божидар Пурић) |
|         | Иван Шубашић (1892–1955) Хрватска сељачка странка | Није имао војни чин | од 1. јула 1944.       | до 11. септембра 1944. | Прва влада Ивана Шубашића: Од 1. јула 1944. до 11. септембра 1944. сменом Армијског генерала Драгољуба Михаиловића место министра војске, морнарице и ваздухопловства је било упражњено. Иван Шубашић је именован министром до избора новог војног министра. |
|         | Борисав Ристић (1883–1967)                        | Дивизијски генерал  | од 11. септембра 1944. | до 26. јануара 1945.   | Прва влада Ивана Шубашића: Дао оставку на положај 26. јануара 1945. године. |
|         | Иван Шубашић (1892–1955) Хрватска сељачка странка | Није имао војни чин | од 29. јануара 1945.   | до 7. марта 1945.      | Друга влада Ивана Шубашића: До 7. марта 1945. када је престала да постоји влада у егзилу. |

## Министар народне одбранеДемократске Федеративне Југославије(1945)
| Портрет | Име и презиме (Датум рођења и смрти) | Чин    | Почетак мандата   | Крај мандата          | Белешка                                              | Странка                          |
| ------- | ------------------------------------ | ------ | ----------------- | --------------------- | ---------------------------------------------------- | -------------------------------- |
|         | Јосип Броз Тито (1892 — 1980)        | Маршал | од 7. марта 1945. | до 29. новембра 1945. | Привремена влада Демократске Федеративне Југославије | Комунистичка партија Југославије |

## Министар народне одбранеФедеративне Народне Републике Југославије(1945—1953)
| Портрет | Име и презиме (Датум рођења и смрти) | Чин    | Почетак мандата       | Крај мандата      | Белешка | Странка                          |
| ------- | ------------------------------------ | ------ | --------------------- | ----------------- | --- | -------------------------------- |
|         | Јосип Броз Тито (1892 — 1980)        | Маршал | од 29. новембра 1945. | 14. јануара 1953. | Привремена влада ДФЈ/ФНРЈ, Влада Јосипа Броза Тита од 1. фебруара 1946. године и Влада Јосипа Броза Тита од 27. априла 1950. године | Комунистичка партија Југославије |

## Државни секретар за послове народне одбранеФедеративне Народне Републике Југославије(1953—1963)
| Портрет | Име и презиме (Датум рођења и смрти) | Чин            | Почетак мандата      | Крај мандата        | Белешка | Странка                     |
| ------- | ------------------------------------ | -------------- | -------------------- | ------------------- | ------- | --------------------------- |
|         | Иван Гошњак (1909 — 1980)            | Генерал армије | од 14. јануара 1953. | до 10. априла 1963. |         | Савез комуниста Југославије |

## Државни секретари за послове народне одбранеСоцијалистичке Федеративне Републике Југославије(1963—1971)
| Портрет | Име и презиме (Датум рођења и смрти) | Чин            | Почетак мандата     | Крај мандата      | Белешка | Странка                     |
| ------- | ------------------------------------ | -------------- | ------------------- | ----------------- | ------- | --------------------------- |
|         | Иван Гошњак (1909 — 1980)            | Генерал армије | од 10. априла 1963. | до 18. маја 1967. |         | Савез комуниста Југославије |
|         | Никола Љубичић (1916 — 2005)         | Генерал армије | од 18. маја 1967.   | до 8. јулa 1971.  |         | Савез комуниста Југославије |

## Савезни секретари за народну одбрануСоцијалистичке Федеративне Републике Југославије(1971—1992)
| Портрет | Име и презиме (Датум рођења и смрти) | Чин              | Почетак мандата     | Крај мандата        | Белешка          | Странка                                                                       |
| ------- | ------------------------------------ | ---------------- | ------------------- | ------------------- | ---------------- | ----------------------------------------------------------------------------- |
|         | Никола Љубичић (1916 — 2005)         | Генерал армије   | од 8. јула 1971.    | до 16. маја 1982.   |                  | Савез комуниста Југославије                                                   |
|         | Бранко Мамула (1921 — 2021)          | Адмирал флоте    | од 16. маја 1982.   | до 15. маја 1988.   |                  | Савез комуниста Југославије                                                   |
|         | Вељко Кадијевић (1925 — 2014)        | Генерал армије   | од 15. маја 1988.   | до 8. јануара 1992. |                  | Савез комуниста Југославије (до 1990) Савез комуниста — Покрет за Југославију |
|         | Благоје Аџић (1932 — 2012)           | Генерал пуковник | од 8. јануара 1992. | до 8. маја 1992.    | Вршилац дужности | Савез комуниста — Покрет за Југославију                                       |
|         | Живота Панић (1933 — 2003)           | Генерал пуковник | од 8. маја 1992.    | до 14. јула 1992.   | Вршилац дужности | Савез комуниста — Покрет за Југославију                                       |

## Министри одбранеСавезне Републике Југославије(1992—2003)
| Портрет     | Име и презиме (Датум рођења и смрти) | Чин                 | Почетак мандата   | Крај мандата      | Белешка | Странка                                  |
| ----------- | ------------------------------------ | ------------------- | ----------------- | ----------------- | ------- | ---------------------------------------- |
| Милан Панић | Милан Панић (1929)                   | Није имао војни чин | 14. јул 1992.     | 2. март 1993.     |         | нестраначка личност                      |
|             | Павле Булатовић (1948 — 2000)        | Није имао војни чин | 1993.             | 2000. (атентат)   |         | Социјалистичка народна партија Црне Горе |
|             | Драгољуб Ојданић (1941 — 2020)       | Генерал армије      | 15. фебруар 2000. | 4. новембар 2000. |         | нестраначка личност                      |
|             | Слободан Краповић (1948)             | Није имао војни чин | 4. новембар 2000. | 29. јануар 2002.  |         | Социјалистичка народна партија Црне Горе |
|             | Велимир Радојевић (1956)             | Није имао војни чин | 29. јануар 2002.  | 17. март 2003.    |         | Социјалистичка народна партија Црне Горе |

## Министри одбранеДржавне Заједнице Србије и Црне Горе(2003—2006)
| Портрет | Име и презиме (Датум рођења и смрти) | Чин                 | Почетак мандата   | Крај мандата      | Белешка                                                                                         | Странка             |
| ------- | ------------------------------------ | ------------------- | ----------------- | ----------------- | ----------------------------------------------------------------------------------------------- | ------------------- |
|         | Борис Тадић (1958)                   | Није имао војни чин | 17. март 2003.    | 16. април 2004.   | Савет министара Србије и Црне Горе (после тога је служио као председник Србије од 2004 до 2012) | Демократска странка |
|         | Првослав Давинић (1938)              | Није имао војни чин | 16. април 2004.   | 21. октобар 2005. | Савет министара Србије и Црне Горе                                                              | Г17 плус            |
|         | Зоран Станковић (1954 — 2021)        | Генерал-мајор       | 21. октобар 2005. | 4. јун 2006.      | Савет министара Србије и Црне Горе (први Министар одбране Републике Србије)                     | нестраначка личност |